# Stolpersteine

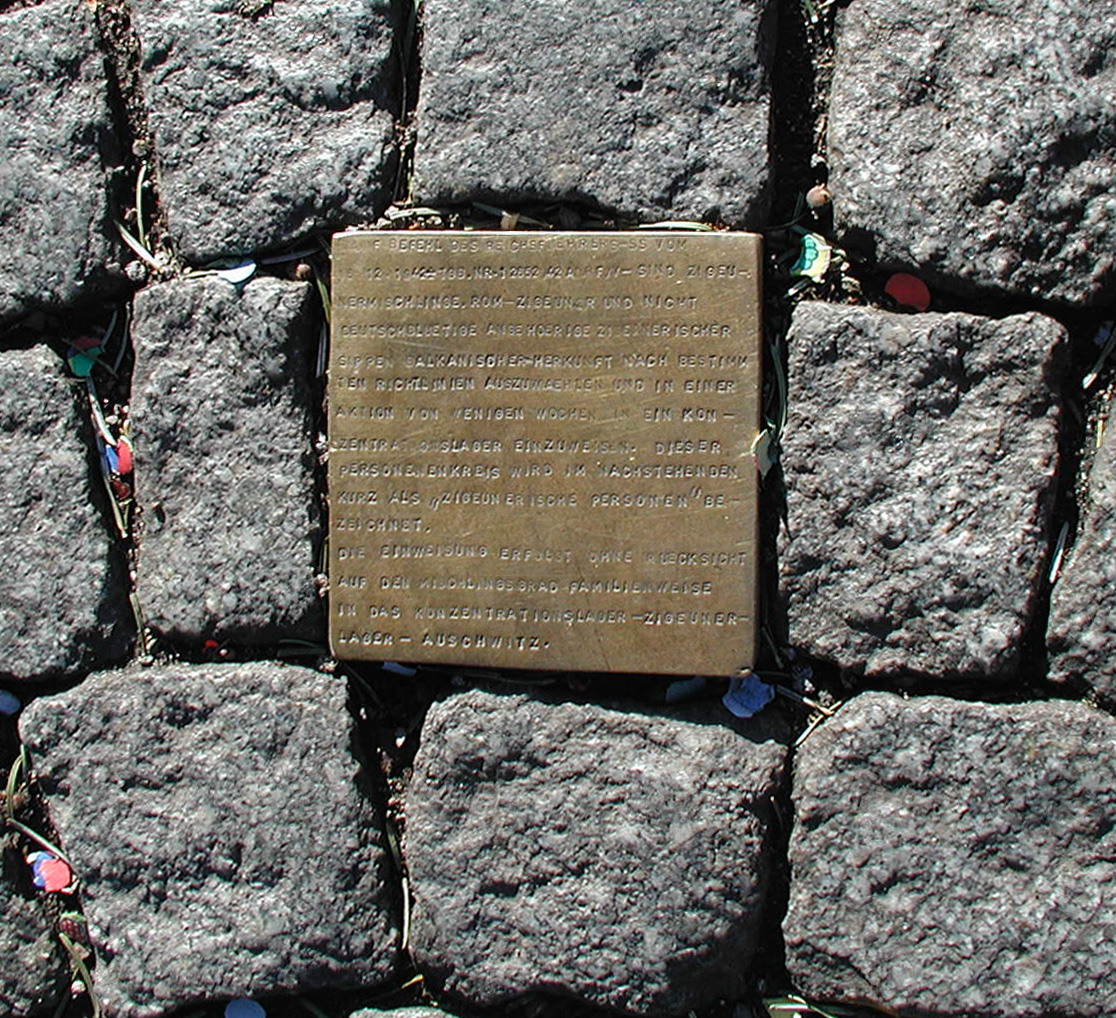
Vůbec první položený Stolperstein v Kolíně nad Rýnem 16. prosince 1992

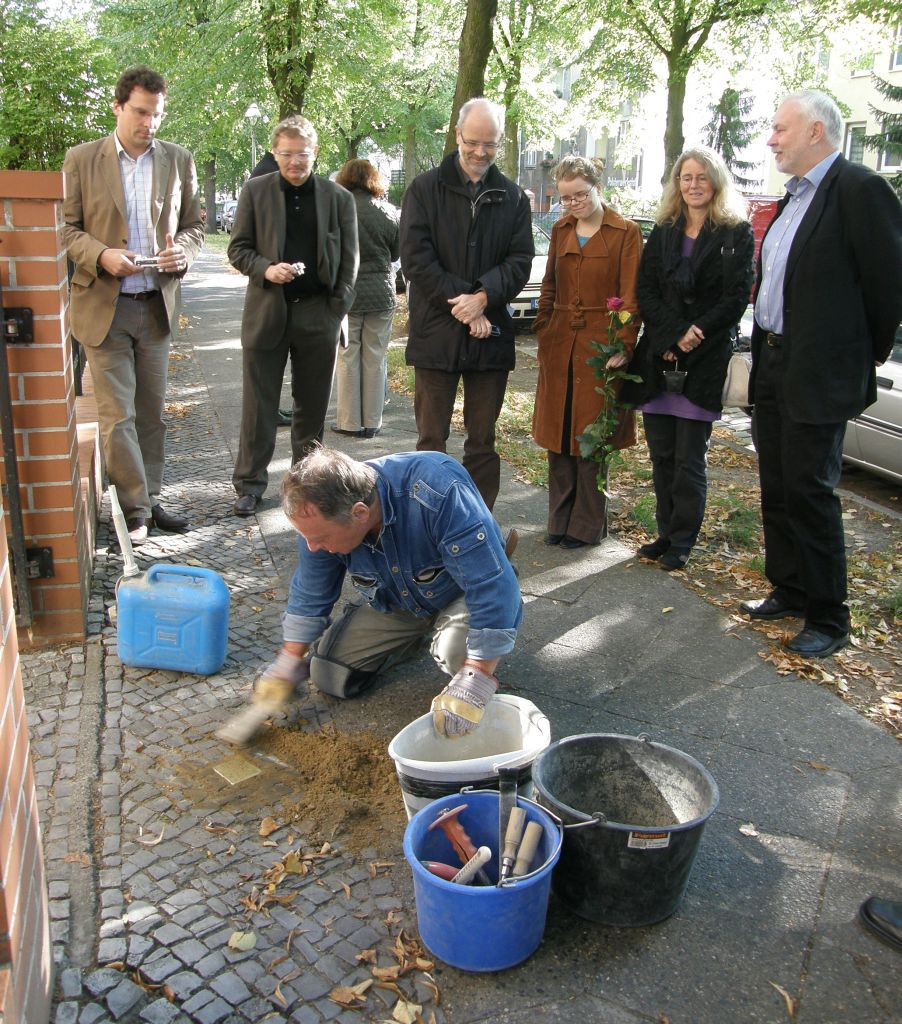
Gunter Demnig při kladení kamene pro Roberta Remaka v Berlíně 2008

Stolpersteine (singulár: Stolperstein; německá výslovnost: IPA: [ˈʃtɔlpɐˌʃtaɪ̯n],  poslech), česky též kameny zmizelých, doslova „kameny, o které je třeba klopýtnout“ (zavadit pohledem), jsou dlažební kostky s mosazným povrchem, vsazené do chodníku před domy obětí holokaustu a nacistického režimu. Původně šlo o projekt německého umělce Guntera Demniga, který první kámen položil 16. prosince 1992 před radnicí v Kolíně nad Rýnem, první v současné podobě roku 1995. Pokládá je dodnes po celé Evropě. Od roku 2008 se Stolpersteine nacházejí i v chodnících ve městech v České republice.

## Název
Je obtížné přeložit výstižně a přitom krátce německé Stolperstein. Význam pojmu je „(dlažební) kameny, o které se zakopává / je možno zakopnout“; zde se však jedná o „kameny, o které se má zakopnout“. Většina jazyků přebírá německý výraz, který je od roku 2006 v Německu a od roku 2013 v Evropské unii částečně chráněn.
Do projektu se zapojila Česká unie židovské mládeže v roce 2008, jejíž členové přišli s českým názvem Kameny zmizelých.  V češtině se oba tyto pojmy užívají alternativně.
Pro kameny, které nebyly iniciovány a položeny G. Demnigem (který má ochrannou známku „Stolpersteine“ registrovánu), je v němčině užíván výraz „Gedenksteine“, česky „pomník“, zde „pomníček“.

## Popis a vznik
„Aby si někdo kámen mohl přečíst, musí se před obětí sklonit“
Kámen zmizelých je malá čtverhranná dlaždice z betonu s hranou vždy 10 centimetrů, zakončená mosaznou destičkou nesoucí text „Zde žil/a…“ s několika dalšími údaji o oběti; kameny umělec většinou sám integruje do dlažby před posledním bydlištěm oběti. K obětem nacismu umělec počítá pronásledované skupiny, jako jsou Židé, Sinti a Romové, političtí nepřátelé, homosexuálové, příslušníci odboje, oběti eutanazie, Svědkové Jehovovi a další.
Myšlenku na originální a pro všechny dostupné – i když miniaturní – památníky na oběti nacismu dostal Gunter Demnig již v roce 1993. Roku 1994 se v jednom kostele v Kolíně nad Rýnem konala výstava, tehdejší farář pak Demniga podpořil. Roku 1995 posléze Demnig vsadil první kameny do dlažby v Kolíně a Berlíně (tehdy ještě bez povolení městských úřadů, tedy ilegálně), první „legální“ kameny položil 19. července 1997 v Rakousku. Během několika let se jeho iniciativa stala populární a nalezla širokou podporu – akce má mnoho pomocníků při zjišťování dat obětí a také přispěvatelů (jeden takový stolperstein má i po roce 2015 stát 120 eur).

## Podpora a kritika
Idea Guntera Demniga našla své příznivce i odpůrce. K příznivcům patří ti, kteří připomínky na zločiny nacismu a jejich oběti nechtějí vtěsnávat jen do muzeí – Demnigovy stolpersteine jsou volně přístupné.
Mezi odpůrci se pak nachází velmi široké spektrum argumentů. Jedná se například o strach z údajné kluzkosti hladkého povrchu (tedy nebezpečí zranění); v Mnichově povolení nebylo uděleno s ohledem na protesty židovské komunity; v Krefeldu se městská správa zprvu – shodně s místní židovskou komunitou – postavila proti s argumentem, že tyto kameny se nacházejí na normálním chodníku a byly by tedy pošlapávány chodci; někdy protestují i vlastníci domů, kteří takové upomínky nechtějí mít na chodníku.

## Rozvoj projektu

Evropské země, kde se nacházejí stolpersteine

Demnigova myšlenka našla pozitivní ohlas i v jiných státech. V Rakousku se nacházejí stolpersteine například v Salcburku, Grazu, Wiener Neustadtu a také 4 v Braunau am Inn – rodišti Adolfa Hitlera. Další kameny se nacházejí v Itálii a v Nizozemí; během roku 2007 mělo být několik kamenů položeno v Maďarsku. V září 2006 plánované položení několika kamenů v Polsku se neuskutečnilo, protože původně vydané povolení bylo staženo zpět.
- Koncem roku 2006 bylo napočítáno přes 8000 kamenů, vložených do dlažby ve 186 městech. K městům s největším počtem Demnigových kamenů patřil Hamburk (tehdy 1600 kamenů), Kolín nad Rýnem (1400 kamenů) a Berlín (1550 kamenů); v dalších německých městech pracuje mnoho aktivistů na umístění dalších kamenů.
- Koncem roku 2016 bylo napočítáno již přes 60 000 kamenů na zhruba 1800 místech v celkem 21 evropských zemích.[13]
- Do července 2017 bylo položeno celkem kolem 61 000 kamenů v 22 zemích Evropy.[9]
- O rok později (2018) se uváděl již počet přibližně 67 000 kamenů.[14]

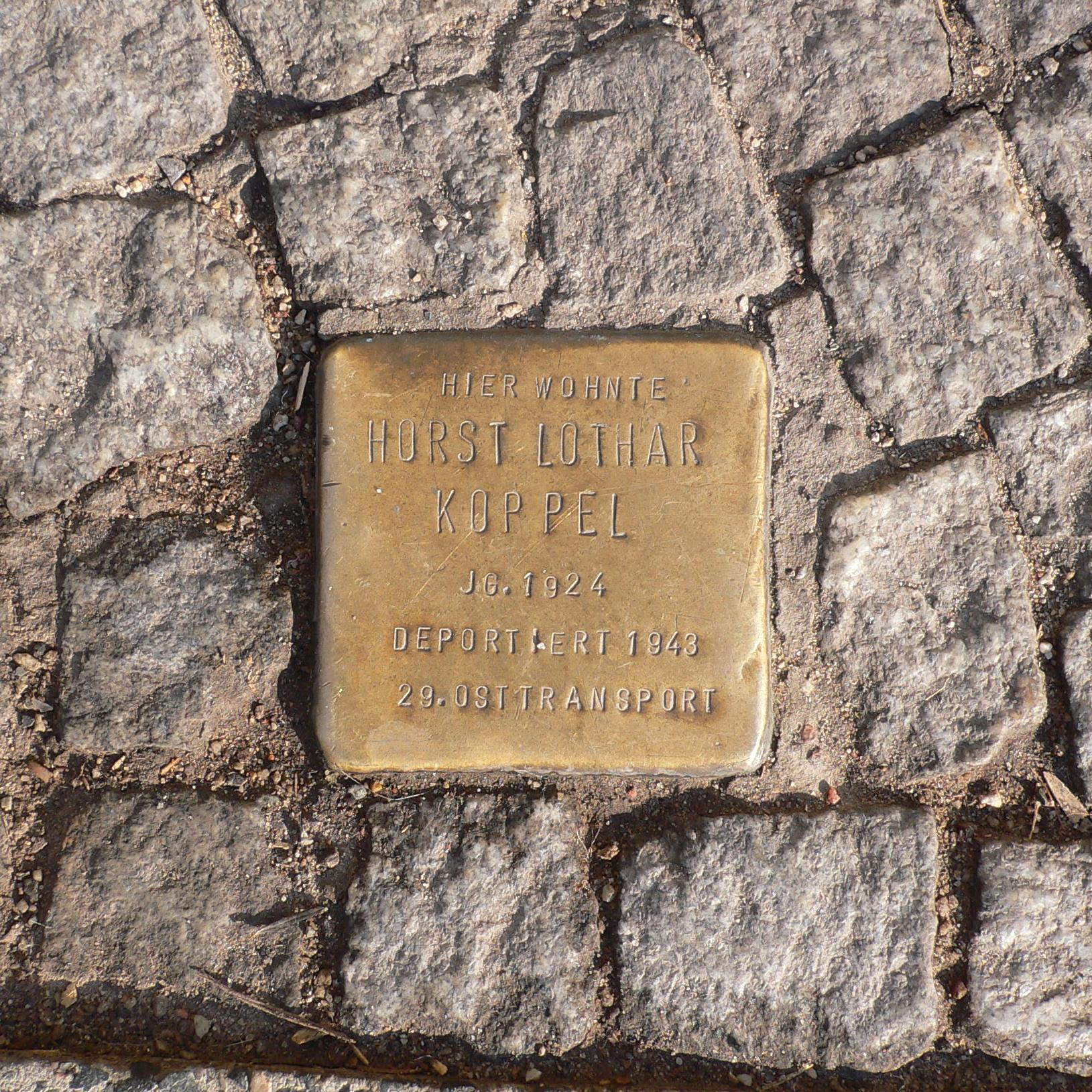
Stolperstein v Berlíně (Horst Lothar Koppel)
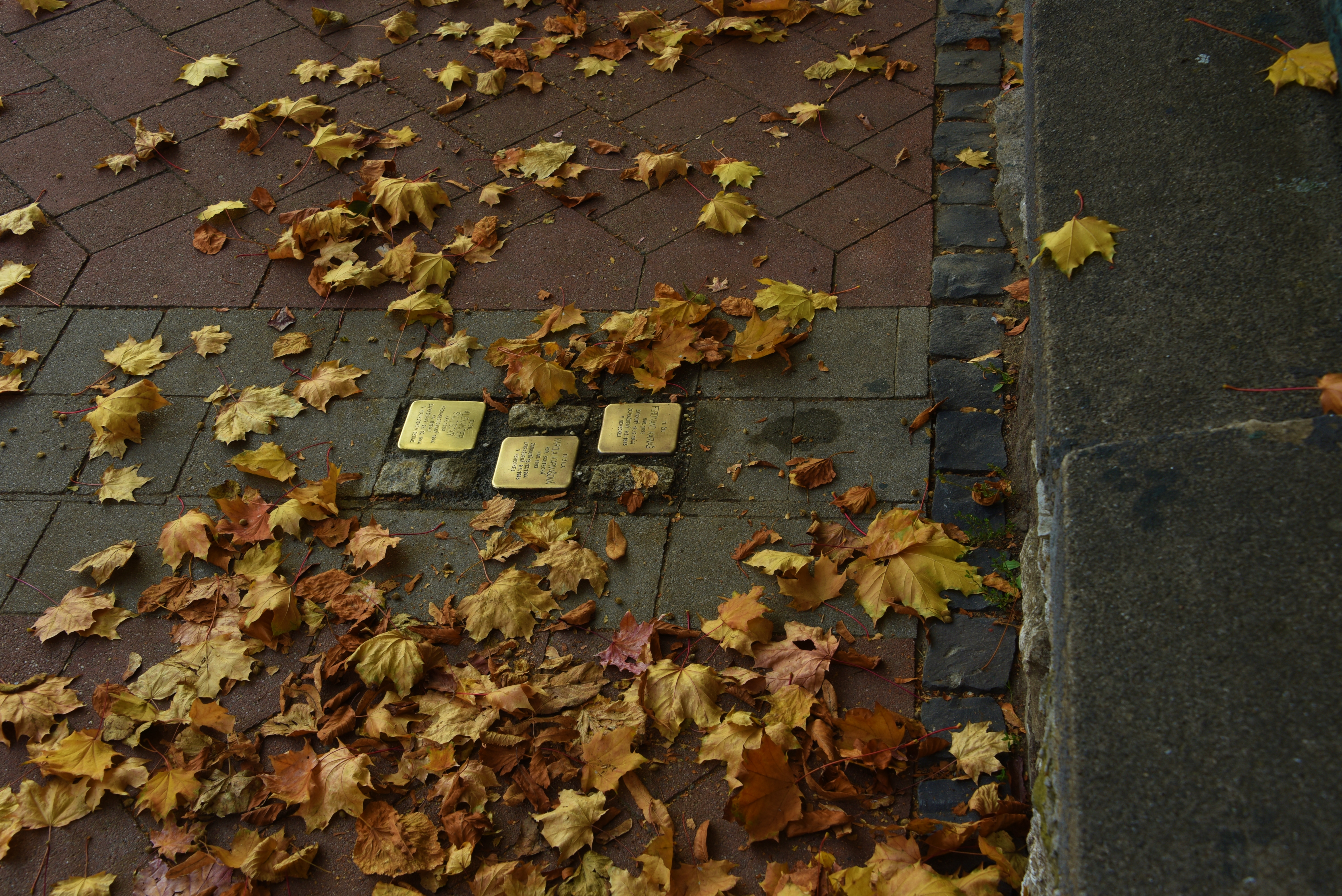
Stolpersteine v Banské Bystrici
- Kladení kamene před radnicí v Kolíně nad Rýnem

## Stolpersteine v Česku
V Česku bylo prvních deset kamenů zmizelých umístěno v říjnu 2008 na pražském Josefově. Nápad na uvedení projektu vzešel z prostředí České unie židovské mládeže, která jej po dva následující roky realizovala. V roce 2010 pak bylo založeno občanské sdružení Stolpersteine CZ, které položilo v roce 2010 a 2011 dalších asi 60 kamenů; toto sdružení kolem roku 2016 zaniklo. Postupně dochází k instalaci Kamenů zmizelých i v dalších městech; k roku 2011 jsou tyto památníčky k vidění například v Brně (umístěny roku 2010 a 2011), Kolíně, Neratovicích, Nymburce, Ostravě, Třeboni, Olomouci, Kroměříži, Krnově či Teplicích.   V roce 2017 již bylo po celé ČR instalováno několik set těchto kamenů ve více než 35 lokalitách. V Praze, kde bylo v roce 2018 kolem 275 těchto kamenů, se péče o ně ujal Trevor Sage (Brit, žijící v Praze.) 
Po zániku sdružení Stolpersteine.cz 2016 dnes pokládání kamenů zmizelých v Praze a jiných městech 
zajišťuje sdružení www.spolek.org (Veřejně prospěšný spolek na podporu osob dotčených holocaustem) ve spolupráci se sdružením Stolpersteinecz.cz. 
V roce 2018 bylo v Praze ve spolupráci s G. Demnigem položeno 25 kamenů Stolpersteine. V září roku 2019 Spolek položil 41 kamenů Stolpersteine v Praze, 8 kamenů v Jičíně a ve spolupráci s dobrovolníky 11 kamenů v Českých Budějovicích. V Praze bylo do roku 2021 položeno cca 360 kamenů Stolpersteine. Položení dalších kamenů zmizelých bylo naplánováno na rok 2021 a 2022.   
Zcela výjimečně existují Kameny zmizelých ve dvou jazycích: příkladem jsou čtyři kameny pro dvě osoby rodiny Weinbergerů ve Znojmě, vždy česky a německy, které byly položeny 4. srpna 2016 v ulici Rudoleckého 859/21 Gunterem Demnigem.

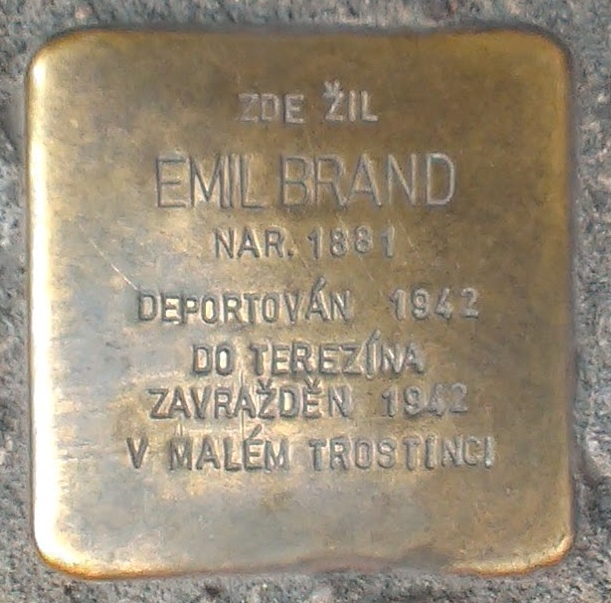
Kámen zmizelých v Kroměříži
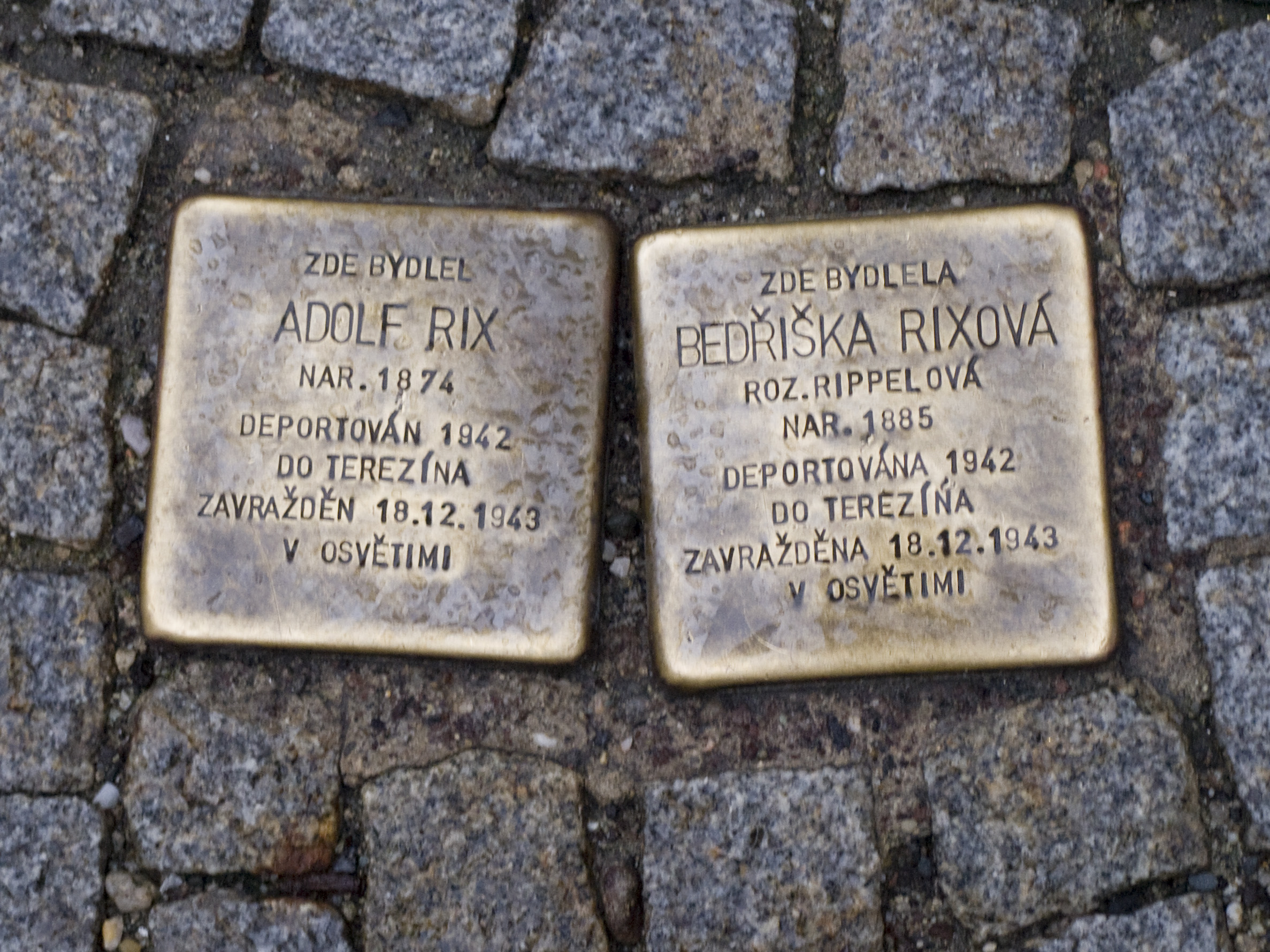
Kameny zmizelých v Ostravě
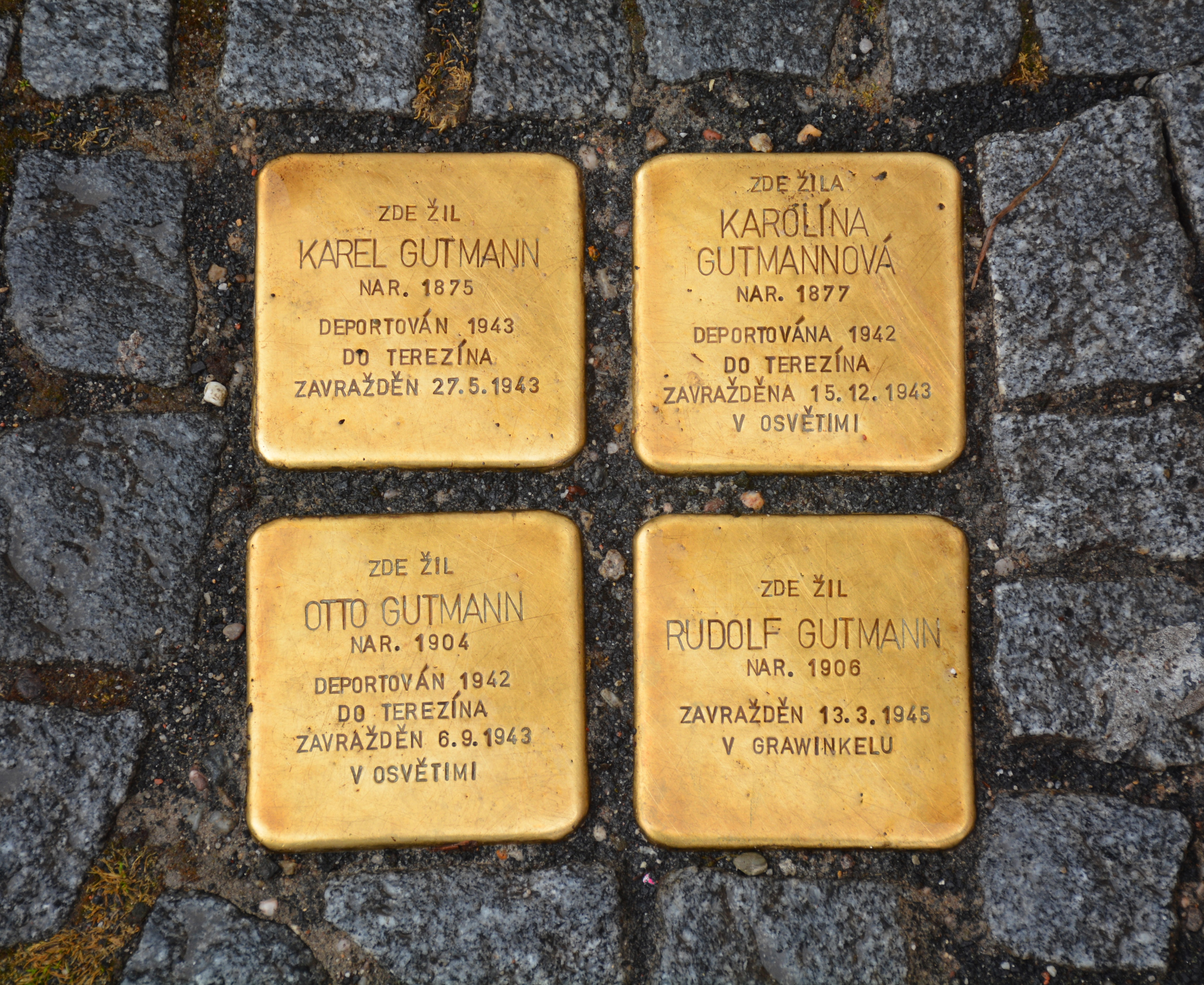
Kameny zmizelých v Sušici
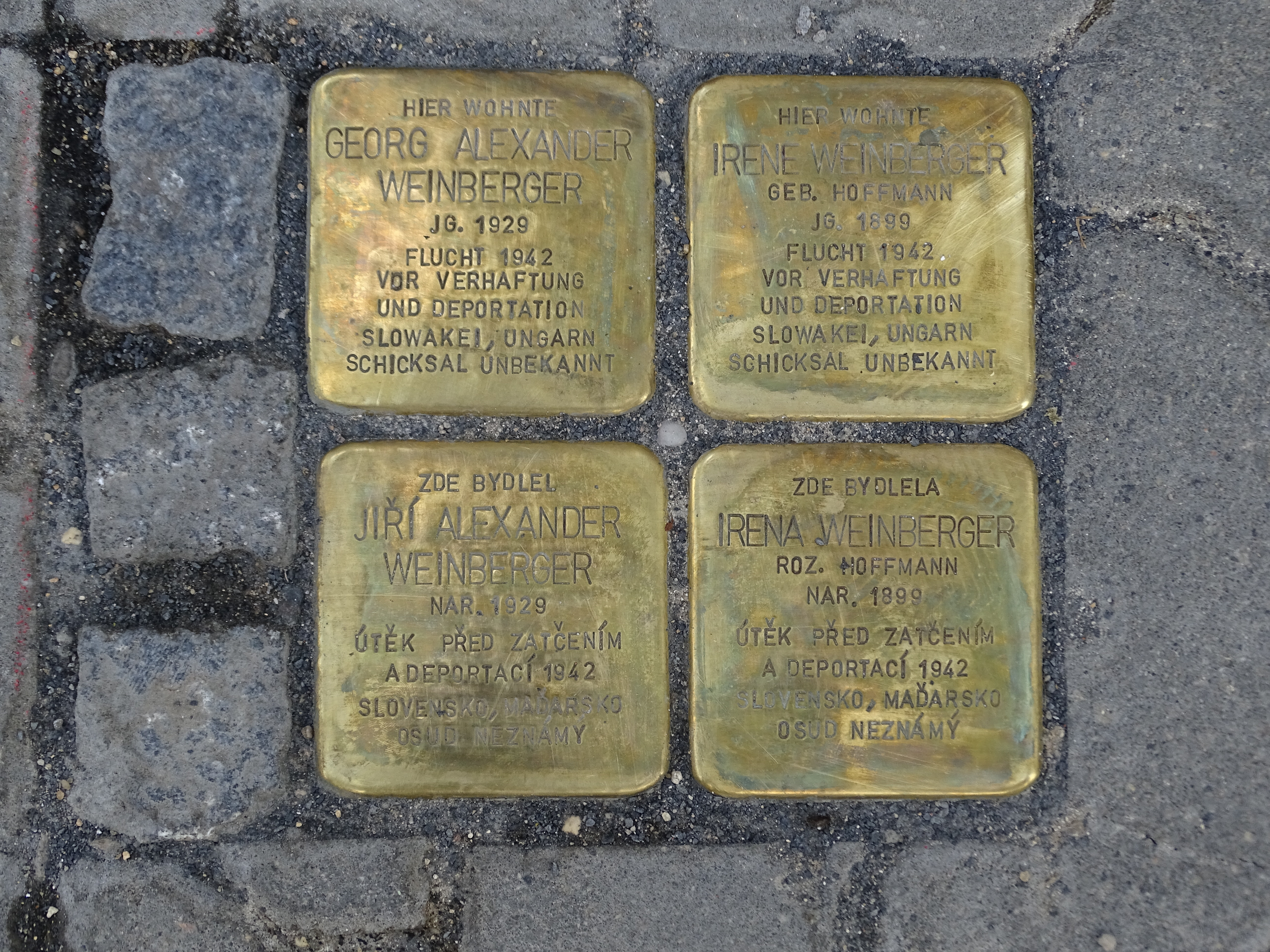
zvláštnost ve Znojmě: 4 kameny dvojjazyčně pro 2 osoby

### Stolperschwellen
Mimo obvyklých jednotlivých kamenů se v místech, odkud bylo deportováno větší množství lidí, též pokládají tzv. Stolperschwelle, česky snad práh k zakopnutí: svým rozměrem odpovídá šesti či více kamenům, položeným vedle sebe. První taková stolperschwelle byla položena 14. listopadu 2017 v Olomouci. Iniciátorem byl senátor Lumír Kantor ve spolupráci s Židovskou obcí Olomouc. Stolperschwelle se nachází před základní školou v Hálkově ulici, která sloužila jako sběrné místo deportovaných, kteří pak byli z nedalekého nádraží posíláni transporty do Terezína a dalších koncentračních táborů. 1942 se jednalo o 4 transporty, bylo v nich celkem 3508 osob včetně dětí i starých lidí, přežilo jich jen 295.

## Podobné projekty
V některých zemích se instalují kameny zmizelých jiných autorů, např. ve Vídni, St. Pöltenu nebo v Praze.